# RocketHub
RocketHub est une plateforme en ligne de financement participatif lancé en 2009.

## Histoire
Incorporée en 2009, la plateforme est lancée en janvier 2012. Les fondateurs de RocketHub sont Brian Meece, Jed Cohen, Alon Hillel-Tuch et Vladimir Vukicevic. Bill Clinton et Bill Gates l'ont sélectionné dans le cadre de leur édition invitée Ways to Change the World de Wired Magazine. La société était basée à New York.